# 扎戈日季翁卡河
51°39′42″N 21°29′03″E / 51.66167°N 21.48417°E

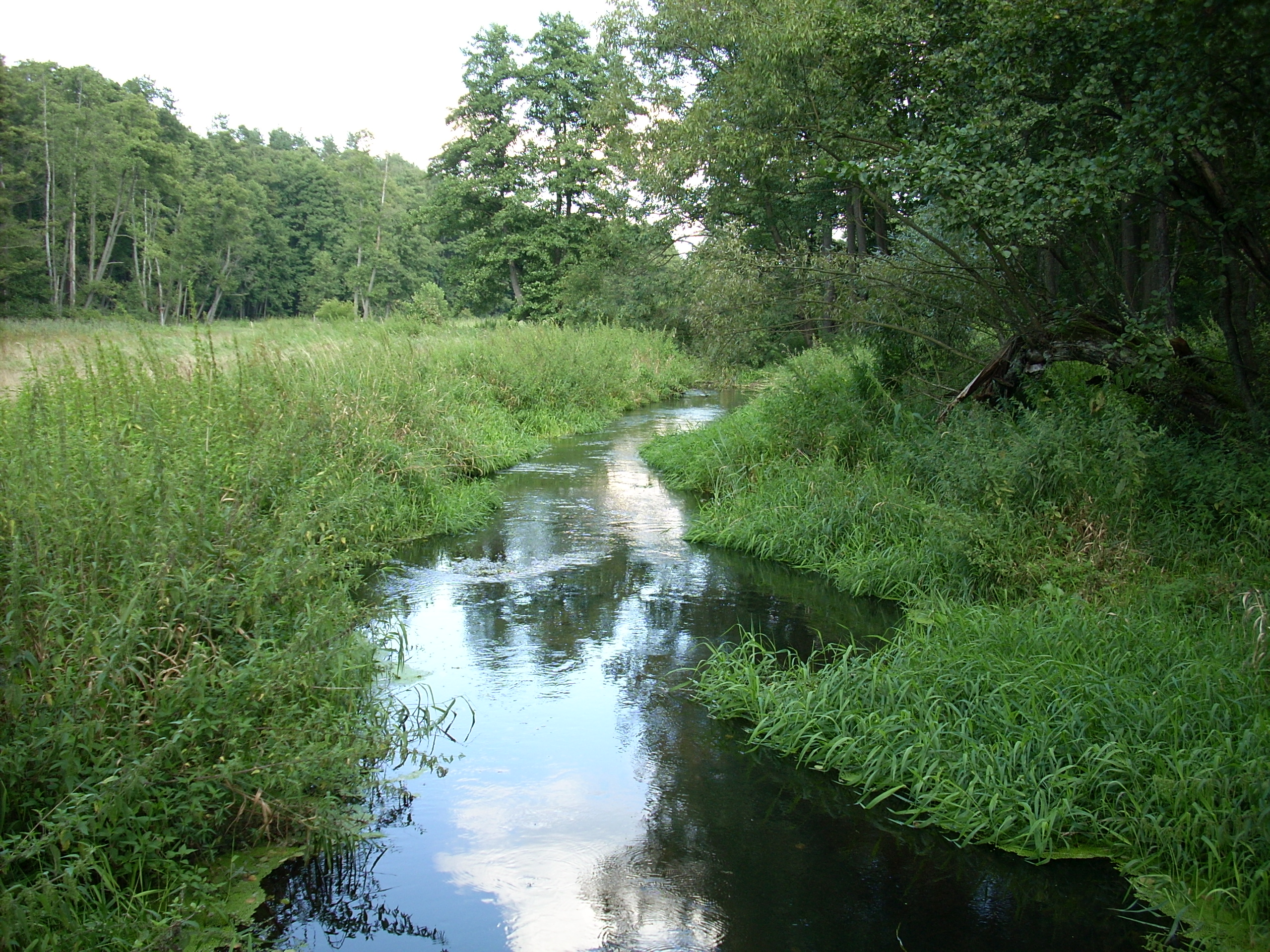

扎戈日季翁卡河（波蘭語：Zagozdzonka）是波蘭的河流，位於該國中部，處於馬佐夫舍省，屬於維斯瓦河的左支流，河道全長46公里，流域面積569平方公里。